# Platycnemis latipes
Platycnemis latipes – gatunek ważki z rodziny pióronogowatych (Platycnemididae). Występuje jedynie w Hiszpanii, Portugalii i Francji. Jest gatunkiem pospolitym. Występuje głównie w zbiornikach z wodą płynącą, rzadko w wodach stojących.